# Sekope Kepu
Sekope Miami Kepu (Sydney, 5 febbraio 1986) è un rugbista a 15 australiano, dal 2019 pilone dei Moana Pasifika in Super Rugby.

## Biografia
Nato in Australia da genitori tongani, Kepu crebbe in Nuova Zelanda, Paese che rappresentò rugbisticamente a livello giovanile nelle selezioni dalla Under-17 alla Under-21.
Tornato in patria, entrò a far parte della franchise del Nuovo Galles del Sud di Super Rugby dei Waratahs, per i quali esordì nel corso del Super 14 2008.
In Nazionale australiana esordì durante i test di fine anno 2008 contro l'Italia a Padova; utilizzato altre due volte nei successivi 12 mesi, non tornò in Nazionale che in occasione del Tri Nations 2011, che l'Australia vinse; successivamente prese parte alla Coppa del Mondo di rugby 2011 in Nuova Zelanda, in cui gli Wallabies si aggiudicarono il terzo posto finale.
Nel 2014 fu tra i vincitori del Super Rugby con gli Waratahs e nel 2015 fece parte della squadra australiana alla Coppa del Mondo di rugby 2015 in Inghilterra che giunse fino alla finale, sconfitta dalla Nuova Zelanda.
Dopo la Coppa del Mondo è stato ingaggiato dal Bordeaux Bègles, per cui aveva firmato un contratto a gennaio precedente. Al termine della stagione 2015-16, Kepu annunciò la rottura, per motivi familiari, del suo contratto triennale con la squadra francese e fece ritorno nei Waratahs per disputare il Super Rugby 2017.

## Palmarès
- Super Rugby: 1
Waratahs: 2014